# Ид мубарак

Ид мубарак

Почтовая марка США, 2001 год

Ид Мубарак (араб. عيد مبارك — ʿid mubarak) — арабская праздничная приветственная фраза в Ураза-байрам (также известный как Ид аль-Фитр). Для арабов поздравление «Аль фитр» является универсальным поздравлением любого праздника и это является аналогом русского поздравления «С праздником!».

## Поздравления для всех праздников
Помимо традиционного поздравления «Ид мубарак» арабоязычные мусульмане также поздравляют друг друга с праздниками следующими словами:
- ’И́дукум муба́рак (араб. عيدكم مبارك‎) — Да будет благословенен ваш праздник!
- Так̣а́ббаля-Лла́ху минна́ ва ми́нкум (араб. تقبل الله منا ومنكم‎) — Да примет Аллах от нас и от вас!
- Так̣аббаля-Лла́ху минна́ ва-ми́нкум с̣а́лих̣а-ль-а’ма́ль (араб. تقبل الله منا ومنكم صالح الاعمال‎) — Да примет Аллах от нас и от вас праведные дела!
- ’И́д муба́рак ва кулль ’а́м ва у́ммата-ль-исля́м би-х̣айр (араб. عيد مبارك و كل عام و أمة الإسلام بخير‎) — Благословенный праздник и (желаю чтобы) каждый год исламская умма была здорова (в хорошем состоянии)!
- Джа́’аля-Лла́ху ’и́дакум муба́рак (араб. جعل الله عيدكم مبارك‎) — Да сделает Аллах благословенным ваше празднование!

## Поздравления с наступлением месяца Рамадан и праздником Ураза-байрам
С наступлением месяца Рамадан и праздника Ураза-байрам арабоязычные мусульмане поздравляют следующими словами:
- Рамад̣а́н кари́м (араб. رمضان كريم‎) — (Желаю вам) щедрого Рамадана!
- Рамад̣а́н муба́рак (араб. رمضان مبارك‎) — Благословенен Рамадан!
- Шахр муба́рак (араб. شهر مبارك‎) — Благословенен месяц (Рамадан)!
- Ак̣арра-Лла́ху ’уйу́накум фи́ Рамад̣а́н би-ляз̱з̱ати-ль-’асх̣а́р ва-с̣у́х̣бати-ль-’ах̮йа́р ва-ра́х̣мати-ль-Гаффа́р ва-джа́ннати-ль-’абра́р (араб. أقر الله عيونكم فى رمضان بلذة الأسحار وصحبة الاخيار ورحمة الغفار وجنة الأبرار‎) — Да радует Аллах ваши глаза в Рамадане сладкими вечерами и дружбой избранных, милостью Всепрощающего и раем благочестивых!
- Х̮ва́тим муба́рака (араб. خواتم مباركة‎) — Благословенных последних дней (Рамадана)!

## Поздравления с совершением хаджа (умры) и праздником Курбан-байрам
C наступлением праздника Курбан-байрам, а также с совершением хаджа (умры) арабоязычные мусульмане поздравляют друг друга следующими словами:
- Х̣а́джжука мак̣бу́ля́ (араб. حجك مقبولا‎) — Да будет твой хадж принят!
- ’У́мратука мак̣бу́ля́ (араб. عمرتك مقبولا‎) — Да будет твоя умра принята!
- Так̣а́ббаля-Лла́ху минк (араб. تقبل الله منك‎) — Да примет Аллах от тебя!